# 喬治·泰勒 (海關職員)
喬治·泰勒（英語：George Taylor，清朝海關職員名冊譯為太羅）是曾任職於大清皇家海關總稅務司的英國籍人士。他曾在澎湖群島及臺灣最南端南岬管理燈塔，後續調往上海海關擔任書記一職。值得一提的是，他在南臺灣服務期間，與排灣族頻繁接觸，所留下相關著作紀錄，是認識臺灣南部原住民族群的重要文獻。此外，他也是皇家地理學會的會員。

## 生平
1877年6月，喬治·泰勒正式成為大清皇家海關總稅務司職員。
1877年至1882年，泰勒在澎湖群島漁翁島擔任燈塔的看守者；他起初職位為燈塔第二看守者B，後於1880年擢升為燈塔第二看守者A。
1882年，泰勒被調任至鵝鑾鼻協助燈塔興建工程。1883年4月1日燈塔完工後，泰勒負責看守這座燈塔；1883年7月，其職位也被提升至燈塔看守者B。1885年1月，泰勒的職位被調升為燈塔看守者A。
1887年，他在下琅嶠十八番社大頭目義子潘文杰陪同下沿著當地的古道，前往位於今日臺東線卑南鄉的知本社，同行者還包含身兼港口、龜仔甪、阿眉三社首領 Capting的四名兄弟及長子。在鵝鑾鼻任職期間，泰勒曾與當地排灣族人頻繁往來，並探索鵝鑾鼻及其周遭地區；他最遠曾到達位在東邊海岸的Pilam，並隨後搭乘戎克船返回鵝鑾鼻。泰勒也曾雇請數名當地人在龜山進行考古挖掘，以證明當地有早於荷蘭時期的殖民地存在。不過，有關泰勒的調查活動，臺灣道劉璈(生卒年1829-1889)曾要求大清海關總稅務司對燈塔管理員的行動加以規範。劉璈認為燈塔管理員應遵守規矩，「工竣後，看守人等，不得深入番社，登山打雀。」
泰勒根據其在臺見聞所累積的背景知識寫下關於南臺灣居民及其在地文化的著作，包含Notes on the Paiwan Tribe（1884)、Aborigines of Formosa(1886)、Savage priestesses in Formosa(1886)、A ramble through Southern Formosa(1887)、Folk-lore of aboriginal Formosa(1887)、Formosa: characteristic traits of the island and its aboriginal inhabitants(1889)。
1889年，泰勒調任中國大陸，在上海海關擔任書記（行政職務）。

## 評價
依據梅威令醫師（1879-1886在臺）、英國長老教會佟為霖（W. R. Thompson, 1883-1887在臺）的紀錄，泰勒具有良好的官話及原住民語言的能力。梅威令曾率團南下探訪南臺灣的原住民，期間受到泰勒協助。梅威令指出泰勒有著良好的語言能力，也請泰勒協助確認有關南臺灣原住民社會文化的發表文章。意想不到的是，泰勒不只加以修改梅威令的文章，還另外寫了一篇有關排彎族及阿美族的文章。佟為霖南下調查部落時，也找泰勒協助。佟為霖指出泰勒不只會講官話、也會當地方言、原住民語言，而且擅於與部落頭目、當地清國官員溝通往來，能夠安全地管理燈塔一切事宜。此外，佟為霖還提到泰勒會把廢棄的油罐製作成獨木舟，以此到處航行，確認地理形勢。
關稅總稅務司赫德指出：「泰勒書記(clerk)雖然無法發表任何具嚴謹考究的科學文章，但從他發表 的文章來看，無論其中的學識是否足夠，他所描述在福爾摩沙旅行遇見的 未知原住民，都可以引起英格蘭觀眾的興趣。」
珍妮・蒙哥馬利・麥高文(Janet B. Montgomery McGovern，生卒年不詳，大正五年至大正七年(1916-1918)來到臺灣教書，也是第一位女性人類學者探訪原住民部落）讚美泰勒：「《大英百全書》對此〔按:原住民是食人族一事〕做了一個聲明(參見「福爾摩沙」一節之文章)，但我認為這是錯誤的認識。喬治・泰勒的看法跟我 一樣，他是一位在清政府政權下，長年服務於南岬(鵝鑾鼻)燈塔的管理員;他也可能是自荷蘭殖民臺灣之後，最了解原住民的白人。」
日治時代的人類學者，亦對泰勒對於原住民的觀察紀錄有著高度評價。
今日學者，如杜德橋、費德廉對泰勒的原住民書寫，抱持高度評價，還集結泰勒的文章出版成文集。

## 著作
- Aborigines of South Taiwan in the 1880s: Papers by the South Cape Lightkeeper George Taylor. Edited by Glen Dudbridge. Taipei: Shung Ye Museum of Formosan Aborigines.1999.[11]
- 《1880年代南臺灣的原住民族：南岬燈塔駐守員喬治．泰勒撰述文集》. Glen Dudbridge編. 謝世忠、劉瑞超譯. 行政院原住民族委員會.   臺北市. 2010.[12]
- 〈福爾摩沙的原住民〉、〈福爾摩沙原住民的民間故事〉，收錄於費德廉、羅效德編譯《看見十九世紀臺灣-十四位西方旅行者的福爾摩沙故事》（臺北：如果出版社，2006年），頁266-288。

## 外部鏈結
- 走讀瑯嶠卑南道．穿越時空的泰勒之路- YouTube
- 陳柏含，《帝國邊境的協商:南岬燈塔的興建歷史及影響 (1867-1895)》 （页面存档备份，存于），臺北：國立臺灣師範大學歷史所碩士論文，2022年。